# 王選侍 (明光宗)
王选侍，明光宗泰昌帝为太子时的姬妾。
为选侍。生皇三子朱由楫。明光宗做太子期间，王氏去世，以后她的儿子也早逝。泰昌、天启、崇祯三朝皆没有王氏的追赠记录。